# Châtillon-sous-les-Côtes
Châtillon-sous-les-Côtes är en kommun i departementet Meuse i regionen Grand Est (tidigare regionen Lorraine) i nordöstra Frankrike. Kommunen ligger i kantonen Étain som tillhör arrondissementet Verdun. År 2022 hade Châtillon-sous-les-Côtes 174 invånare.

## Befolkningsutveckling
Antalet invånare i kommunen Châtillon-sous-les-Côtes
| Referens: INSEE |